# 感染症専門医
感染症専門医（かんせんしょうせんもんい）とは、日本感染症学会が運営する専門医資格の一つである。

## 概要
医師の内、規定学会の単位および試験に合格した者に専門医資格が付与される。
この資格は、更新制（5年）であるため、取得後に単位（専門学会発表や論文執筆、講演会・勉強会参加などにて単位取得できる）を取得しなくてはならない。
なお、院内感染など臨床現場における感染制御を専門とするインフェクションコントロールドクター (Infection Control Doctor:ICD) とは別の専門資格である。

## 資格・組織
- インフェクションコントロールドクター（ICD）
- 日本性感染症学会認定医
- 感染制御専門薬剤師（ICPM）
- 感染管理看護師（ICN）
- 感染管理歯科衛生士（ICDH）
- 感染制御認定臨床微生物検査技師（ICMT）
- 感染管理介護福祉士（ICCW）
- 滅菌技士（第一種・第二種）
- 医療環境管理士
- 院内感染対策チーム（感染制御チーム・感染対策チーム）
- 院内感染対策委員会（感染制御委員会・感染対策委員会）